# Seznam imen ladij Kraljeve avstralske vojne mornarice
Seznam imen ladij Kraljeve avstralske vojne mornarice.

## A
- HMAS Adelaide
- HMAS Australia

## C
- HMAS Cairns
- HMAS Canberra

## D
- HMAS Dubbo

## F
- HMAS Fremantle

## G
- HMAS Gascoyne
- HMAS Gawler
- HMAS Geraldton
- HMAS Glenelg

## H
- HMAS Huon

## I
- HMAS Ipswich

## J
- HMAS Jervis Bay

## K
- HMAS Kanimbla
- HMAS Kuttabul

## L
- HMAS Labuan

## M
- HMAS Manoora
- HMAS Maryborough
- HMAS Melbourne
- HMAS Melville

## N
- HMAS Norman

## O
- HMAS Otway
- HMAS Oxley

## P
- HMAS Paluma
- HMAS Parramatta
- HMAS Penguin
- HMAS Pirie
- HMAS Platypus

## S
- HMAS Shepparton
- HMAS Stalwart
- HMAS Stuart
- HMAS Success
- HMAS Swan

## T
- HMAS Tarakan
- HMAS Tobruk
- HMAS Torrens
- HMAS Townsville

## V
- HMAS Vampire
- HMAS Vendetta
- HMAS Voyager

## W
- HMAS Warramunga
- HMAS Warrego
- HMAS Warrnambool
- HMAS Waterhen
- HMAS Westralia
- HMAS Wollongong

## Y
- HMAS Yarra